# Ramón de Artaza Malvárez
Ramón de Artaza Malvárez, nacido en Muros el 6 de marzo de 1877 y fallecido en La La Coruña el 20 de diciembre de 1976, fue un abogado y escritor español.

## Trayectoria
Licenciado en Derecho. Fue registrador de la propiedad en Castellote (Teruel) y Fuentesaúco (Zamora). Dirigió la revista Tribuna Gallega editada por los emigrantes gallegos en Madrid entre 1914 y 1915. Fue cronista oficial de Muros y escribió varias obras de carácter histórico. Ingresó en la Real Academia Gallega el 22 de abril de 1939.

## Obras
- Ante el palenque.
- Recuerdos de la muy leal, muy noble y muy humanitaria villa de Muros, 1908.
- El Serafín de Asís y su Orden Tercera, 1910.
- Tres cierras memorables.
- Reconquista de Santiago en 1809.
- Historia de Muros y su distrito.
- Muros: Páginas de su historia, 1922.
- De nuestra tierra. Folklorismo e historia, 1936.
- Diego de Muros III.
- Gelmírez y su época.
- De mi tierra. Cuentos, decires y leyendas.